# Franz Stadelmayer
Franz Stadelmayer (* 12. Januar 1891 in Scheinfeld; † 19. Mai 1971 in München) war ein deutscher Jurist und Oberbürgermeister von Würzburg.

## Werdegang
Während seines Studiums wurde er Mitglied des AGV München. Stadelmayer, ein promovierter Jurist, war in der Würzburger Stadtverwaltung ab 1919 zunächst Referent, Stadtkämmerer und berufsmäßiger Stadtrat (Bayerische Volkspartei) und in den Jahren 1933/34 unter Oberbürgermeister und NSDAP-Kreisleiter Theo Memmel mit den Stimmen der noch vorhandenen Bayerischen Volkspartei und denen der NSDAP gewählter Zweiter rechtskundiger Bürgermeister. Nach einem sechsmonatigen Erholungsurlaub wurde er zum 1. Oktober 1934 in den Ruhestand versetzt und seine Nachfolge trat am 27. September Oskar Dengel an. Am 26. September 1941 beantragte er die Aufnahme in die NSDAP und wurde zum 1. Oktober desselben Jahres aufgenommen (Mitgliedsnummer 8.802.026). Nach Ende des Zweiten Weltkriegs wurde Stadelmayer von der amerikanischen Militärregierung die Leitung der Münchner Stadtverwaltung übertragen. Er war unter Karl Scharnagl kurzzeitig als Zweiter Bürgermeister tätig.
Vom 16. Mai 1949 bis 1952 und erneut von 1952 bis 1956 war er (nun parteilos) Oberbürgermeister von Würzburg. Als Bürgermeister förderte er in Würzburg die Verkehrsanbindung und den Wohnungsbau. Auch hatte er sich für die Wiederaufnahme des Würzburger Mozartfestes 1951 eingesetzt. 1955 war er Gastgeber von Bundespräsident Theodor Heuss, der häufig Würzburg besuchte, und besichtigte mit ihm unter anderem die 1954 gebaute Kirche St. Alfons. Von 1956 bis 1960 war er gewählter Intendant des Bayerischen Rundfunks. Franz Stadelmayer verstarb im  Mai 1971 in München im Alter von 80 Jahren.